# Nedre Nyland
Nedre Nyland är en by i Bjurholms kommun i Västerbottens län belägen cirka 80 kilometer sydväst om Umeå. Orten hade sin storhetstid kring 1960-talet men har på senare tid upplevt ett lyft med inflyttning.
Byn gränsar till Bjurbäck och ligger ca 1 km från Lögdeälven.